# BSP-bestand
Een BSP-bestand bevat een omschrijving van de kaarten ('maps') in de spellen Quake, Doom, Half-Life, Portal 2, Team Fortress 2, Garry's Mod en anderen. De afkorting staat voor Binary Space Partition. Het formaat is geschikt om afgesloten ruimtes mee te beschrijven, voor grote open velden is het minder geschikt.
Een ander gebruik van de extensie .BSP is voor Basic Scripting Pages, een VBA compatibele scripting taal die gebruikt wordt in de Arachnoware enterprise webserver.